# Марек Сарна
Марек Яцек Сарна (нар 1955) — польський астроном, директор Астрономічного центру імені Миколая Коперника Польської академії наук (1998–2014), президент Польського астрономічного товариства (з 2017).

## Біографія
Народився 17 січня 1955 року. У 1979 році закінчив астрономічні студії у Варшавському університеті. 1987 року захистив дисертацію доктора філософії з астрофізики, 1994 року зробив габілітацію, 2003 року отримав звання професора. Працює професором Астрономічного центру імені Миколая Коперника Польської академії наук у Варшаві. У 1998–2014 роках був директором Центру. Співініціатор польської участі у будівництві та експлуатації 11-метрового Великого південноафриканського телескопа (SALT). З 2000 року він є членом правління SALT Foundation - компанії, яка керує роботою телескопа. За номінацією міністра науки та вищої освіти з 2015 року він є членом ради Європейської південної обсерваторії. З 2014 року він також є віце-головою Комітету космічних і супутникових досліджень Польської академії наук, а з 2015 року є членом Ради Польського космічного агентства. У 2017 році обраний президентом Польського астрономічного товариства. З січня 2020 року як експерт Міністерства розвитку бере участь у роботі Комітету наукових програм Європейського космічного агентства. У вересні 2021 року його переобрано президентом Польського астрономічного товариства.

## Вибрані наукові публікації
- 2019, Time Delay Measurement of Mg II Line in CTS C30.10 with SALT, ApJ, 880, 46, Bożena Czerny,..., Marek J. Sarna
- 2018, UVSat and other Polish Satellite Missions, Proceedings of the Polish Astronomical Society, s. 355, Piotr Orleański, Jacek Kosiec, Marek J. Sarna, Roman Wawrzaszek
- 2017, UVSat: A Concept of an Ultraviolet/Optical Photometric Satellite, Second BRITE-Constellation Science Conference, s. 76, Andrzej Pigulski,...,  Marek J. Sarna
- 2008, An Eclipsing Blue Straggler V228 from 47 Tuc – Evolutionary Consideration, Hot Subdwarf Stars and Related Objects, ASP Conf. Series, Marek Jacek Sarna
- 2006, The Recurrent Nova U Scorpii – Evolutionary Consideration, Acta Astronomica, 56, 65–81, Marek Jacek Sarna.